# قاسم زهيري
قاسم الزهيري (25 مارس 1920، سلا – 30 مايو 2004، الرباط) دبلوماسي وصحفي وسياسي مغربي.

## سيرته
من الوطنيين الموقعين على عريضة المطالبة بالاستقلال في عام 1944، سُجن في سن السادسة عشرة بسبب أنشطته في الحركة الوطنية

## مناصب

### عهد محمد الخامس
شغل منصب:
- مدير للإذاعة المغربية[4][5]
- رئيس التحرير ثم مدير جريدة العلم
- في 19 يناير 1961، عينه الملك محمد الخامس سفيرا للمغرب بالسنغال.[6]

### عهد الحسن الثاني
شغل عدة مناصب منها:
- ما بين 1962 و1964 سفيرا للمغرب بيوغوسلافيا ليحل محل التهامي الوزاني.
- في 18 ماي 1964 سفيرا للمغرب بالجزائر ليحل محل محمد عواد.[7][8]
- في سنة 1966 عين ممثلا دائما لدى لجامعة الدول العربية ثم مديرا لمكتبها بجنيف.
- وزيرًا في الديوان الملكي
- وزيرا التعليم الثانوي والتقني[9]
- في 1970 سفيرا للمغرب بموريتانيا[10][11][12]
- في 11 فبراير 1972، تم تعيينه سفيراً للمغرب لدى الصين وقدم أوراق اعتماده في 8 يونيو من نفس العام,.[13][14]
- في سنة 1976 عين نائباً للأمين العام للمؤتمر الإسلامي

## مؤلفاته
قام بتأليف العديد من الأعمال، بما في ذلك كتاب:
- "محمد الخامس، الملك البطل"
- "البانوراما الإسلامية"
- مذكرات دبلوماسي عن العلاقات المغربية الموريتانية
- قضايا و شجون (1996)
- مقال °الدراسات العربية والإسلامية في إسبانيا الحديثة" عدد 28 بمجلة المناهل[16]
- مقال "الوجود العربي في سويسرة" عدد 30 بمجلة المناهل[17]
- °إنطباعات" عدد 2 بمجلة أبعاد فكرية[18]

خصص له بوبكر القادري إهداء مجلده 14 من سلسلة السير الذاتية باللغة العربية، التي تحمل عنوان "رجال عرفتهم".

## وفاته
توفي يوم 30 مايو 2004 بالرباط